# Fatma Yıldırım
Fatma Yıldırım, coniugata Şekerci, (Mersina, 3 gennaio 1990), è una pallavolista turca, schiacciatrice dell'Aydın BB.

## Carriera

### Club
La carriera di Fatma Yıldırım inizia all'età di dieci anni, giocando a livello giovanile nel Toros Koleji, finché a quindici anni entra a far parte del settore giovanile dell'Eczacıbaşı. Successivamente si trasferisce per motivi di studio negli Stati Uniti d'America, giocando a livello universitario con la Florida State, impegnata in NCAA Division I dal 2009 al 2012, centrando la prima storica qualificazione alla Final 4 del suo programma nel 2011.
Nella stagione 2014-15 torna in patria e firma il suo primo contratto professionistico in serie cadetta con l'Halkbank, conquistando la promozione in massima serie, che disputa nella stagione seguente sempre con la formazione capitolina. Nel campionato 2016-17 si accasa per un biennio col Bursa BB, conquistando la Challenge Cup 2016-17, mentre per l'annata 2018-19 si trasferisce al Fenerbahçe.
Nel campionato 2020-21 fa ritorno alle rivali concittadine dell'Eczacıbaşı con cui si aggiudica una Supercoppa turca in un biennio, passando quindi all'Aydın BB nell'annata 2022-23.

### Nazionale
Fa parte delle selezioni giovanili turche, partecipando al campionato europeo 2007 e vincendo la medaglia d'argento al campionato mondiale 2007 con la nazionale under 18. Si aggiudica la medaglia di bronzo con la nazionale under 19 al campionato europeo 2008 e partecipa con la nazionale under 20 al campionato mondiale 2009.
Nel 2013 fa il suo esordio in nazionale maggiore in occasione della European League, torneo nel quale vince la medaglia d'argento nel 2015. In seguito conquista ancora una medaglia d'argento in occasione del campionato europeo 2019.

## Palmarès

### Club
- Supercoppa turca: 1

2020
- Challenge Cup: 1

2016-17

### Nazionale (competizioni minori)
- Campionato mondiale under 18 2007
- Campionato europeo under 19 2008
- European League 2015
- Montreux Volley Masters 2016